# Habnerjevo jezero
Habnerjevo jezero (nem. Hafnersee) je eno izmed več jezer na Gurah  južno od  Vrbskega jezera  na avstrijskem južnem Koroškem. 

## Geografija
Jezero se nahaja v t.i. Hodiški dolini jezer (nem. Keutschacher Seental) na območju Gur, ki je nastalo stranski veji Dravskega ledenika  (nem.  Draugletscher). Ta je izoblikovala tektonsko predhodno oblikovano dolinsko brazdo. Habnerjevo jezero leži 800 metrov zahodno od Hodiškega jezera. Podlago sestavljajo stare kristalinične kamnine (filiti, sljudnati skrilavci, apnenčasti marmorji). Nad njim ležijo glinasti nanosi iz poznega terciarja, ki so debeli od 40 do 50 metrov. Na njih leži konglomerat Gur (zadnji/zgornji pleistocen), ki je debel približno 400 metrov.
Habnerjevo jezero ima dva pritoka: Rakovca, ki odvaja vodo iz Rode, Škofič in Holbič, ter iztok iz Rupratovega bajerja na jugu. Delež podzemne vode je količinsko pomemben.
Zahodno od Habnerjevega jezera so obsežna močvirja, skozi katera teče glavni pritok jezera. Zaradi huminskih kislin iz barja ima jezero naravno rjavo barvo. Ravna je tudi vzhodna obala, kjer izvira potok Rakovca in se izliva v Hodiško jezero. Na severni in južni obali so le majhna območja zamuljenosti.
Vplivno območje jezera je veliko 12,7 km² in obsega zahodni del Hodiške doline jezer, severno pobočje Rodške gore oz. Turije (nem. Turiawald)  in južna pobočja gorovja ob Vrbskem jezeru oz. Jedvovce.
Habnerjevo jezero je podolgovato in pravokotno. Na sredini je jezersko porečje razdeljeno na dve podore s plitvino, ki je globoka le 1,8 m. Zahodni bazen je globok 10 m, vzhodni pa 9,1 m.

## Zgodovina
Leta 1974 so na osrednji plitvini jezera odkrili neolitsko bivališče na pilotih. Datirajo ga v kulturo Mondsee v regiji Salzkammergut. To mokrotno naselje Habnerjevo jezero je spomeniško zaščiteno.

## Hidrologija in ekologija
Srednji odtok je okoli 240 l/s. Zadrževalni čas vode je 1,2 meseca.
Temperatura vode v Habnerjevem jezeru je podobna temperaturi vode v Hodiškem jezeru. Temperature redno dosegajo 25 °C in so najvišje v drugi polovici julija. Od konca novembra do marca je jezero pogosto zamrznjeno, debelina ledu pa doseže 40 do 50 cm. Od maja do oktobra je jezero strogo stratificirano, vendar zaradi majhne globine ne more nastati tipičen hipolimnij. Poleti je temperatura nad dnom jezera višja od 10 °C. Mešanje jezerske vode poteka spomladi marca/aprila in jeseni novembra.
Voda v jezeru je srednje trda in ima približno 10 dH. To je posledica z apnencem bogatega povodja. Električna prevodnost je 330 do 420 µS/cm.
Jezero je trenutno razvrščeno kot rahlo mezotrofno. Povprečna vsebnost celotnega fosforja je 12 do 14 mg/m³. V fitoplanktonu prevladujeta algi Dinobryon divergens in Cyclotella. Poleti je močno zastopan Pediastrum duplex. V planktonu je znanih 21 vrst kotačnikov, 6 vrst ceponožnih rakov (zlasti Eudiaptomus gracilis) in 7 vrst vodnih bolh. (Bosmina longirostris, Daphnia hyalina, Daphnia cucullata in Ceriodaphnia pulchella).
Zaradi goste poseljenosti ter intenzivne kmetijske in turistične rabe povodja je bilo jezero v začetku 70. let 20. stoletja močno onesnaženo s hranili (evtrofikacija). Zaradi močne rasti plavajočih alg je voda postala zelo motna. V letih 1974 in 1975 so s črpalkami na okoliška območja razpršili s hranili bogato in s kisikom revno globinsko vodo. Zaradi s tem povezanega onesnaževanja nizvodno ležečih Hodiških jezer je bila namestitev sistema za odvodnjavanje globoke vode prepovedana. V letih 1974, 1975 in 1977 je bila ob koncu poletne plastovitosti voda pod globino 5 metrov brez kisika. Biomasa alg je bila med letoma 1971 in 1976 izjemno visoka, saj je v epilimniju znašala do 20,5 g na m³. Biomaso so večinoma tvorile kremenaste alge vrste Asterionella formosa. Od leta 1974 so na področju Hodiških jezer gradili kanalizacijski sistem, ki je bil do sredine osemdesetih let 20. stoletja v glavnem dokončan. Od takrat se odpadne vode čistijo v celovški čistilni napravi. Stanje jezera se je po letu 1985 izboljšalo. Koncentracija celotnega fosforja v epilimniju je padla z 62 µg/l na manj kot 20 µg/l, povprečna biomasa alg pa na 2 g/m³ (vrednosti 1990/1992). Raven kisika se je povečala, kot tudi prosojnost vode.
Predvsem južni breg je ohranjen v naravnem stanju. Tu imajo dobre pogoje za življenje številna mala bitja. V sestojih podvodnih rastlin živijo vodni polži, školjke in številne žuželke.
Jezero je del 2532 ha velikega zavarovanega krajinskega območja Hodiške doline jezer (nem. Landschaftsschutzgebiet Keutschacher-See-Tal).

## Uporaba
Jezero se uporablja za kopanje. Na severni obali so travniki za sončenje in kopališča. Na severovzhodni obali je kamp.

## Živali v Habnerjevem jezeru
V Habnerjevem jezeru je veliko rib. Najdemo lahko naslednjih 19 vrst rib:
- Rečna jegulja (Anguilla anguilla)
- Klen (Leuciscus cephalus)
- Beli amur (Ctenopharyngodon idella)
- Ostriž (Perca fluviatilis)
- Pezdirk (Rhodeus sericeus amarus)
- Ploščič (Abramis brama)
- Postrvji ostriž (Micropterus salmoides)
- Androga (Abramis bjoerkna)
- Evropska ščuka (Esox lucius)
- Navadni koreselj (Carassius carassius)
- Krap (Cyprinus carpio)
- Zelenika (Alburnus alburnus)
- Rdečeoka (Rutilus rutilus)
- Rdečeperka (Scardinius erythrophthalmus)
- Linj (Tinca tinca)
- Potočna postrv (Salmo trutta f. lacustris)
- Srebrni tolstolobik (Hypophthalmichthys molitrix)
- Som (Silurus glanis)
- Smuč (Sander lucioperca)

Neozoon je severnoameriški postrvji ostriž. Številčnost nekdaj glavne ribe, androge, je v zadnjih letih močno upadla. Na območju obrežja in ob izlivu so populacije plemenitih rakov (Astacus astacus). Rak je prisoten tako v obrežju kot tudi v izlivu, v Rakovci.
Na Habnerjevem jezeru se izvaja le športni ribolov.

## Spletne povezave
- Hafnersee (Kärntner Institut für Seenforschung)